# 中澤浩史
中澤 浩史（なかざわ ひろし、1960年8月21日 - ）は、日本の漫画原作者。構成作家。新潟県南魚沼郡（現南魚沼市）出身。
新潟県立六日町高等学校卒業、日本大学芸術学部映画学科中退。
1996年に「バック・トゥ・ザ・パチ」（竹書房、画：ひろあきら）で漫画原作デビュー。
パチンコ・パチスロ漫画誌、青年漫画誌をメインに、少女漫画誌、ＷＥＢ漫画、企業漫画など多くの漫画原作を手がける。別名義、源氏荘太郎、澤井源史郎、小杉マルコ、代官山祐天寺。
ＣＳテレビ番組、プロモーションビデオの構成台本を手掛ける構成作家でもある。

## 作品リスト

### 2023年連載中
『龍馬が打つ！～回胴転移奇譚～』（パチスロサミットONLINE　毎月1日配信　画：あぎじゅんこ）

### 漫画原作
- パチプー（竹書房、画：ひろあきら）
- スロプー（竹書房、画：なすの庸一）
- ヤンパチママ（竹書房、画：なすの庸一）
- ルーキー酒井外伝（笠倉出版、画：ひらまつおさむ）
- 状態レム（笠倉出版、画：新井田波彦）
- ジョージ（笠倉出版、画：畠山耕太郎）
- サマーシーズンのワイン（芳文社、画：かたおかみさお）
- MUTTER茜（竹書房、画：ロイヤル内田）
- ミスターフラグ（日本文芸社、画：畠山耕太郎）
- リアルマスター（日本文芸社、画：畠山耕太郎）
- 確変探偵エリ（双葉社、画：あぎじゅんこ）
- DOT（竹書房、画：櫻井そうし＝鳥維そうし）
- 5時から王（日本文芸社、画：池辺かつみ）
- 居酒屋連司（日本文芸社、画：那須輝一郎）
- 銭スロ（日本文芸社、画：渡辺保裕）
- 八坪からの出発 つぼ八物語（竹書房、画：根本哲也）
- 昼パチ翔太（日本文芸社、画：那須輝一郎）
- ドカパチ（日本文芸社、画：渡辺保裕）
- 横浜BAY警察（芳文社、画：畠山耕太郎）
- パチバカ店長ナカムラ！（双葉社、画：畠山耕太郎）
- 蒼きサムライ サッカー日本代表（竹書房）
  - 「不屈の金狼・本田圭佑」（画：武喜仁）
  - 「吼えろ!新守護神・川島永嗣」（画：岩本義行）
  - 「海を渡った闘将・田中マルクス闘莉王」（画：木村シュウジ）
- B級舌偵（北圀新聞社、画：土山しげる）
- 撫酔屋銀ちゃん（日本文芸社　画：根本哲也）
- ワシズが打つ！ＣＲワシズ（竹書房、画：原恵一郎）
- 京楽産業.株式会社　株式会社三洋物産　株式会社平和　豊丸産業株式会社　などの遊戯機種開発物語
- 花火師ドン！（プラントピア　画：土山しげる）
- クロイヌ（ジャンバリTV　画：桑木みき）
- セットアッパー　史上最悪の中継ぎ刑事（ジャンバリTV　画：畠山耕太郎）
- 有堂教授の英国式交霊メソッド（Nemuki 朝日新聞出版　画：中澤泉汰）
- セットアッパー　史上最悪の中継ぎ刑事（ジャンバリTVアプリ　毎月第2火曜更新　画：畠山耕太郎）

### 単行本
- ホストの大ちゃん（全1巻、ニチブンコミックス、画：土山しげる）※源氏荘太郎名義
- 8課の甚パチ（全1巻、ニチブンコミックス、画：一の瀬正）
- 川崎スロッパー（全1巻、Gコミックス、画：萩原はっさく）
- 漫画世界名作ムービー『駅馬車』（全1巻、MANGABANK、監修：弘兼憲史、画：カネダ工房）
- 暴走列伝　単車の虎（全1巻、画：所十三）

### 書籍単行本
- 『ジョジョの奇妙な冒険』杜王町プロファイル（笠倉出版）
- 「君たちは夢をどうかなえるか・松本零士」取材＆ライティング（PHP研究所）

### 映像作品

#### 自主製作映画
- 「華麗なる天才たち」(1978)　脚本・監督・出演
- 「CAT/SUMMER/MOON」(1995）　脚本・監督（湘南ヤングフェスティバル　LIVE ART 出品作品）
- 「浜栗探偵事務所] (1996）　脚本・監督（湘南ヤングフェスティバル　LIVE ART 出品作品）

#### 映像作品
- 「パチパチ高尾女学園」（2013～2017）構成（CS放送サイト７）
- 「東京ハイボール」（2017～）構成（ピクション）
- 「ナカじぃのパチ散歩」（2013～）出演・撮影・演出（漫画７７７封入ＤＶＤ）
- 「トビ×いち」（2017～）撮影・演出（漫画７７７封入ＤＶＤ）
- パチンコメーカー・新機種PV構成「Ｐルパン三世～復活のマモー～」他